# 3-й набор космонавтов ЦПК ВВС (1965)
3-й набор космонавтов ЦПК ВВС — набор космонавтов, проводившийся Военно-воздушным силам СССР (ВВС) в 1965 году в отряд космонавтов «ЦПК ВВС». По количеству зачисленных в отряд космонавтов слушателей, третий набор был самым многочисленным среди всех наборов в космонавты СССР и России. Впервые в отряд космонавтов был принят корабельный офицер Военно-морского флота СССР.
Семь космонавтов третьего набора (с учётом переведённого в группу в 1966 году Василия Лазарева) совершили космические полёты.

## История
9 января 1965 года Главком ВВС Главный маршал авиации К. А. Вершинин подписал ходатайство министру обороны СССР о проведении набора 40 слушателей-космонавтов, отбор которых начался 25 января. Согласно требованиям к космонавтам, кандидаты должны были иметь высшее военное образование, быть не старше 30-32 лет. Из-за конструктивных особенностей скафандров и кораблей были установлены антропометрические ограничения: по росту — до 175 сантиметров, по весу — до 75 килограммов. В состав мандатной комиссии по отбору космонавтов входили представители всех видов Вооруженных Сил, КГБ, Главного политического управления и Академии наук СССР.
Комиссия рассмотрела около 1000 личных дел кандидатов в космонавты. На медицинское обследование в Центральный научно-исследовательский авиационный госпиталь было направлено около 600 человек, из которых годными по состоянию здоровья были признаны 65 человек. С самого начала отбора и работы мандатной комиссии было принято решение о возможном сокращении набора слушателей космонавтов до 20 человек. Остальных кандидатов, прошедших медицинский отбор, планировалось держать в резерве.
23 октября 1965 года состоялась заключительное заседание мандатной комиссии по отбору кандидатов в космонавты, на котором были рекомендованы для зачисления в число слушателей-космонавтов 21 человек:
 — лётчики ВВС и ПВО: лейтенанты Волошин В. А., Шарафутдинов А. И., Щеглов В. Д., Крамаренко А. Я., Яковлев О. А., Петрушенко А. Я., Скворцов А. А., Фёдоров А. П., Климук П. И., Сарафанов Г. В., Зудов В. Д., Кизим Л. Д.;
 — инженеры ВВС, РВСН и ВМФ: капитаны Колесников Г. М., Степанов Э. Н., Лисун М. И.; старшие лейтенанты: Рождественский В. И., Хлудеев Е. Н., Глазков Ю. Н., сержант Преображенский В. Е.;
 — штурманы ВВС: лейтенант Грищенко В. А.;
 — врачи ВВС: майор медицинской службы Дегтярёв В. А.
По просьбе С. П. Королёва и М. В. Келдыша, через несколько дней в список кандидатов был добавлен майор Борис Белоусов, участник 2-го набора и 3-го набора космонавтов, но которому мандатная комиссия отказывала в приёме из-за ограничений по возрасту (35 лет) и претензий со стороны КГБ (его тесть был переводчиком у немцев во время войны, за что осужден в 1952 году).
28 октября 1965 года Главком подписал приказ № 942 о зачислении в отряд космонавтов ЦПК ВВС 22-х новых слушателей-космонавтов 1-го отряда ЦПК, которые с 25 ноября приступили к общекосмической подготовке. Старшим группы был назначен майор Белоусов.
17 января 1966 года из отряда космонавтов был отчислен военврач Дегтярёв, который 1 декабря 1965 года попал в госпиталь со стенокардией и в дальнейшем не желал стать космонавтом, а продолжать работу над кандидатской диссертацией. Вместо Дегтярёва приказом Главкома ВВС № 37 от 17 января 1966 года в группу космонавтов 3-го набора был переведён имевший медицинское образование лётчик-испытатель Василий Лазарев, который был принят в группу врачей отряда ЦПК еще в 1964 году в ходе целевого набора космонавтов для полёта на корабле «Восход».
В декабре 1967 года, после успешного прохождения общекосмической подготовки и сдачи государственных экзаменов были зачислены на должности космонавтов 2-го отряда (военные программы) 16 человек. В конце 1967 — начале 1968 года были отчислены по медицинским показателям участники третьего набора Колесников, Скворцов и Шарафутдинов, по требованиям КГБ Белоусов и Грищенко.
Космические полёты из 23-х космонавтов 3-го набора (с учётом дополнительно включённого в группу Лазарева) совершили только семь космонавтов (пять лётчиков и два инженера).

## Список космонавтов 3-го набора ЦПК ВВС
| Список космонавтов 3-го набора ЦПК ВВС (1965 год)         | Список космонавтов 3-го набора ЦПК ВВС (1965 год) | Список космонавтов 3-го набора ЦПК ВВС (1965 год) | Список космонавтов 3-го набора ЦПК ВВС (1965 год) | Список космонавтов 3-го набора ЦПК ВВС (1965 год) | Список космонавтов 3-го набора ЦПК ВВС (1965 год) | Список космонавтов 3-го набора ЦПК ВВС (1965 год)                                                                                 | Список космонавтов 3-го набора ЦПК ВВС (1965 год) | Список космонавтов 3-го набора ЦПК ВВС (1965 год) |
| №                                                         | Фотография                                        | ФИО                                               | Дата рождения                                     | Порядковый номер                                  | Профессия и место работы до поступления в отряд   | Данные о полётах | Дата выхода из отряда                             | Примечание                                        |
| --------------------------------------------------------- | ------------------------------------------------- | ------------------------------------------------- | ------------------------------------------------- | ------------------------------------------------- | ------------------------------------------------- | --- | ------------------------------------------------- | ------------------------------------------------- |
| 1                                                         |                                                   | Белоусов Борис Николаевич                         | 24 июля 1930 года                                 | —                                                 | РВСН, инженер                                     | — | 5 января 1968 года                                | умер 2 июля 1998 года                             |
| 2                                                         |                                                   | Волошин Валерий Абрамович                         | 24 апреля 1942 года                               | —                                                 | ВВС, лётчик                                       | — | 9 апреля 1969 года                                |                                                   |
| 3                                                         |                                                   | Глазков Юрий Николаевич                           | 2 октября 1939 года                               | 39-й космонавт СССР                               | РВСН, инженер                                     | 07-25.02.1977 «Союз-24»-«Салют-5»                                                                                                 | 26 января 1982 года                               | умер 8 декабря 2008 года                          |
| 4                                                         |                                                   | Грищенко Виталий Андреевич                        | 26 апреля 1942 года                               | —                                                 | ВВС, штурман                                      | — | 5 февраля 1968 года                               | умер 4 мая 1992 года                              |
| 5                                                         |                                                   | Дегтярёв Владимир Александрович                   | 9 апреля 1932 года                                | —                                                 | НИИ-7 ВВС, врач                                   | — | 17 января 1966 года                               |                                                   |
| 6                                                         |                                                   | Зудов Вячеслав Дмитриевич                         | 8 января 1942 года                                | 37-й космонавт СССР                               | ВВС, ВТА, лётчик                                  | 14-16.10.1976 «Союз-23» | 14 мая 1987 года                                  |                                                   |
| 7                                                         |                                                   | Кизим Леонид Денисович                            | 5 августа 1941 года                               | 48-й космонавт СССР                               | ВВС, лётчик                                       | 27.11-10.12.1980 «Союз Т-3»-«Салют-6», 08.02-02.10.1984 «Союз Т-10»-«Салют-7»-«Союз Т-11», 13.03-16.07.1986 «Союз Т-15»-«Салют-7» | 13 июня 1987 года                                 | умер 13 июня 2010 года                            |
| 8                                                         |                                                   | Климук Пётр Ильич                                 | 10 июля 1942 года                                 | 28-й космонавт СССР                               | ВВС, лётчик                                       | 18-26.12.1973 «Союз-13», 24.05-26.07.1975 «Союз-18»-«Салют-4», 27.06-05.07.1978 «Союз-30»-«Салют-6»                               | 3 марта 1982 года                                 |                                                   |
| 9                                                         |                                                   | Колесников Геннадий Михайлович                    | 7 октября 1936 года                               | —                                                 | ВВС, инженер                                      | — | 16 декабря 1967 года                              | умер 20 октября 2023 года                         |
| 10                                                        |                                                   | Крамаренко Александр Яковлевич                    | 8 ноября 1942 года                                | —                                                 | ВВС, лётчик                                       | — | 30 апреля 1969 года                               | умер 13 апреля 2002 года                          |
| 11                                                        |                                                   | Лисун Михаил Иванович                             | 5 сентября 1935 года                              | —                                                 | ВВС, инженер                                      | — | 19 сентября 1980 года                             | умер 31 июля 2012 года                            |
| 12                                                        |                                                   | Петрушенко Александр Яковлевич                    | 1 января 1942 года                                | —                                                 | ПВО, лётчик                                       | — | 15 июня 1973 года                                 | умер 11 ноября 1992 года                          |
| 13                                                        |                                                   | Преображенский Владимир Евгеньевич                | 3 февраля 1939 года                               | —                                                 | НИИ ВВС, инженер                                  | — | 18 ноября 1980 года                               | умер 25 октября 1993 года                         |
| 14                                                        |                                                   | Рождественский Валерий Ильич                      | 13 февраля 1939 года                              | 38-й космонавт СССР                               | ВМФ, инженер                                      | 14-16.10.1976 «Союз-23» | 24 июня 1986 года                                 | умер 31 августа 2011 года                         |
| 15                                                        |                                                   | Сарафанов Геннадий Васильевич                     | 1 января 1942 года                                | 31-й космонавт СССР                               | ВВС, лётчик                                       | 26-28.08.1974 «Союз-15» | 7 июля 1986 года                                  | умер 29 сентября 2005 года                        |
| 16                                                        |                                                   | Скворцов Александр Александрович                  | 8 июня 1942 года                                  | —                                                 | ВВС, лётчик                                       | — | 5 января 1968 года                                | умер 28 января 2024 года                          |
| 17                                                        |                                                   | Степанов Эдуард Николаевич                        | 17 апреля 1937 года                               | —                                                 | ВВС, инженер                                      | — | 31 октября 1992 года                              | умер 19 ноября 1992 года                          |
| 18                                                        |                                                   | Фёдоров Анатолий Павлович                         | 14 апреля 1941 года                               | —                                                 | ВВС, лётчик                                       | — | 28 мая 1974 года                                  | умер 21 марта 2002 года                           |
| 19                                                        |                                                   | Хлудеев Евгений Николаевич                        | 10 сентября 1940 года                             | —                                                 | РВСН, инженер                                     | — | 11 октября 1988 года                              | умер 19 сентября 1995 года                        |
| 20                                                        |                                                   | Шарафутдинов, Ансар Ильгамович                    | 26 июня 1939 года                                 | —                                                 | ВВС, лётчик                                       | — | 5 января 1968 года                                |                                                   |
| 21                                                        |                                                   | Щеглов Василий Дмитриевич                         | 9 июля 1940 года                                  | —                                                 | ВВС, лётчик                                       | — | 18 октября 1972 года                              | умер 16 июля 1973 года                            |
| 22                                                        |                                                   | Яковлев Олег Анатольевич                          | 31 декабря 1940 года                              | —                                                 | ПВО, лётчик                                       | — | 22 мая 1973 года                                  | умер 2 мая 1990 года                              |
| Перевод в группу из другого набора (17 января 1966 года). |                                                   |                                                   |                                                   |                                                   |                                                   | |                                                   |                                                   |
| 23                                                        |                                                   | Лазарев Василий Григорьевич                       | 23 февраля 1928 года                              | 26-й космонавт СССР                               | ГНИИ АиКМ, лётчик-испытатель, врач                | 27-29.09.1973 «Союз-12», 05-05.04.1975 «Союз-18»                                                                                  | 27 ноября 1985 года                               | умер 31 декабря 1990 года                         |